# The White Bus
The White Bus – film krótkometrażowy w reżyserii Lindsaya Andersona, scenariusz adaptowany wspólnie z Shelagh Delaney z jej zbioru opowiadań pod tytułem Sweetly Sings the Donke (1963). Akcja rozgrywa się w mieście Manchester. Biały autobus był debiutem filmowym Anthony’ego Hopkinsa.

## Fabuła
Główna bohaterka zwana Dziewczyną wyjeżdża z Londynu pociągiem pełnym kibiców i dociera do Manchesteru. Na miejscu dołącza do grupy turystów jeżdżących po mieście białym piętrowym autobusem, zwiedzając osiedla, fabryki, hutę, szkołę muzyczną, muzeum. Grupie turystów towarzyszy Burmistrz oraz miejscowy biznesmen i mace-bearer. W pewnym momencie grupa turystów znika a dziewczyna sama przemierza ulice miasta, obserwując mieszkańców zajętych codziennymi czynnościami.

## Obsada
- Patricia Healey jako Dziewczyna
- Arthur Lowe jako Burmistrz
- John Sharp jako Macebearer
- Julie Perry jako konduktorka
- Stephen Moore jako młody mężczyzna
- Victor Henry Transistorite
- John Savident jako kibic
- Fanny Carby jako kibic
- Malcolm Taylor jako kibic
- Allan O'Keefe jako kibic
- Anthony Hopkins jako Brechtian
- Jeanne Watts jako kobieta w sklepie rybnym
- Eddie King jako mężczyzna w sklepie rybnym
- Barry Evans jako chłopak
- Penny Ryder jako Dziewczyna
- Dennis Alaba Peters jako Pan Wombe
- Abdul Rahman Akim jako pasażer białego autobusu
- Margaret Barron jako pasażerka białego autobusu
- Jay Birje-Patil jako pasażerka białego autobusu
- Cecil H. Gibbons jako pasażer białego autobusu
- Dolores Judson jako pasażerka białego autobusu
- Dorothy Judson jako pasażerka białego autobusu
- Michael Marty jako pasażerka białego autobusu
- Francis McGrath jako pasażer białego autobusu
- Mr. Piatkowski jako pasażer białego autobusu
- Bill Pilkington jako pasażer białego autobusu
- Charles Sankey jako pasażer białego autobusu
- George Stanford jako pasażer białego autobusu
- Lilian Redfern jako pasażerka białego autobusu
- Eric Thornber jako pasażerka białego autobusu
- Elizabeth Walker jako pasażerka białego autobusu
- Derek Williams jako pasażer białego autobusu
- Mrs. Yamamoto jako pasażerka białego autobusu

## Twórcy
- scenariusz i reżyseria – Lindsay Anderson
- scenariusz (materiały do scenariusza, historia) – Shelagh Delaney
- zdjęcia – Miroslav Ondříček
- muzyka – Misha Donat
- montaż – Kevin Brownlow
- scenografia – David Marshall
- producent – Lindsay Anderson
- kierownik produkcji – Jake Wright
- producent towarzyszący – Michael Deeley
- producent wykonawczy – Oscar Lewenstein
- dźwięk – Lionel Strutt, Peter Handford